# Gymnocalycium bruchii
Gymnocalycium bruchii är en kaktusväxtart som först beskrevs av Carlos Luis Spegazzini, och fick sitt nu gällande namn av Carl Curt Hosseus. Gymnocalycium bruchii ingår i släktet Gymnocalycium och familjen kaktusväxter. Inga underarter finns listade i Catalogue of Life.

## Bildgalleri

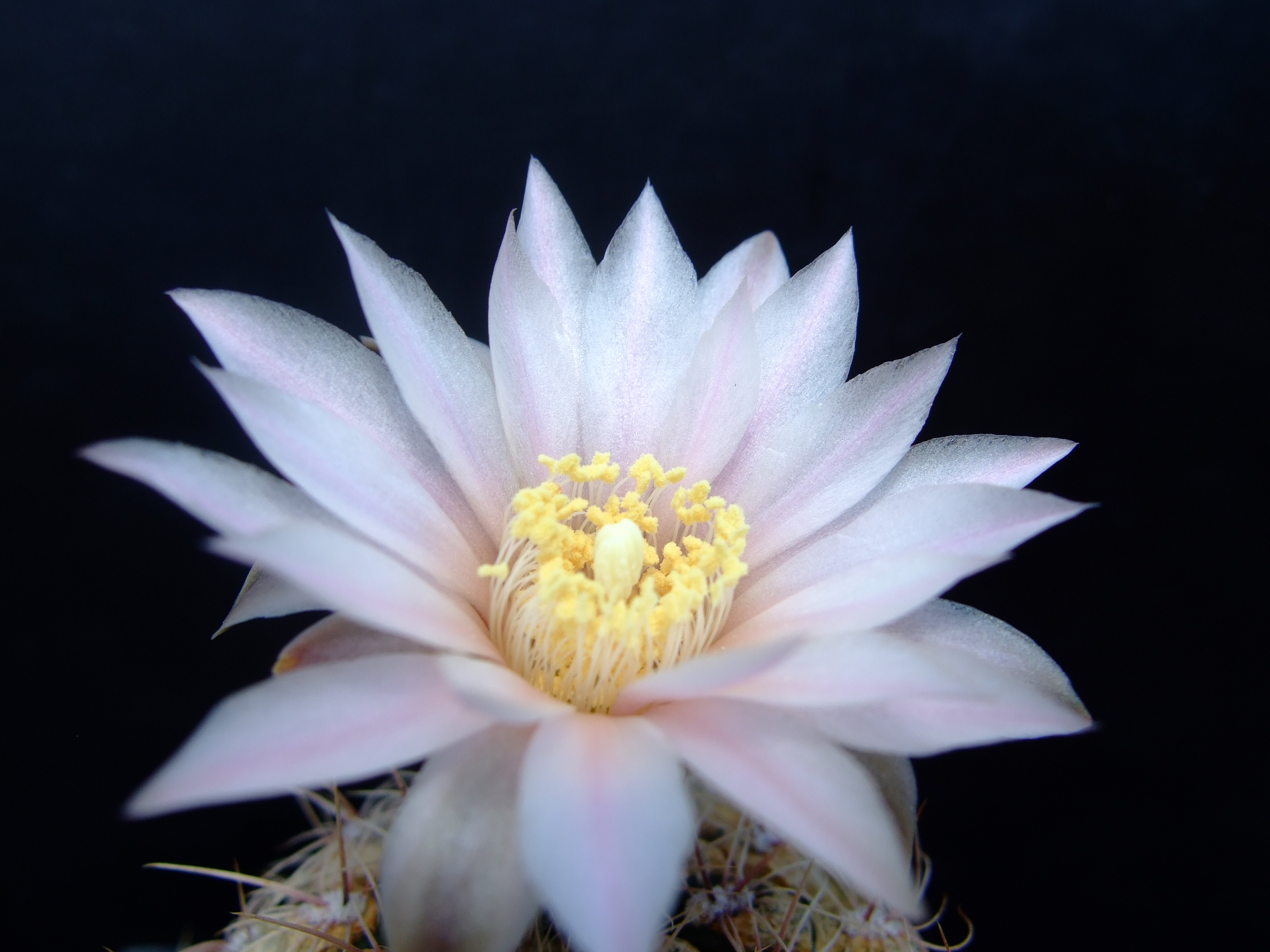
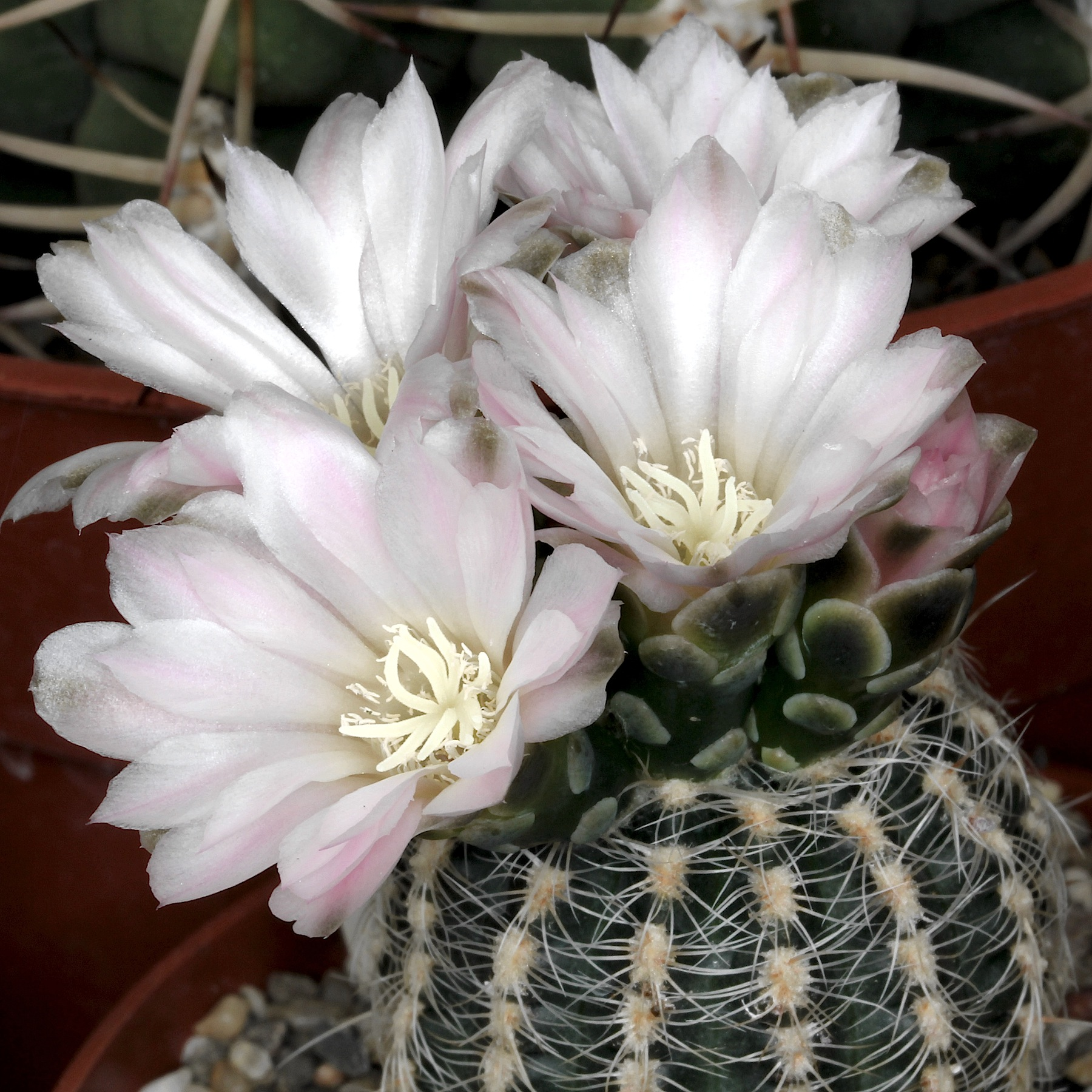
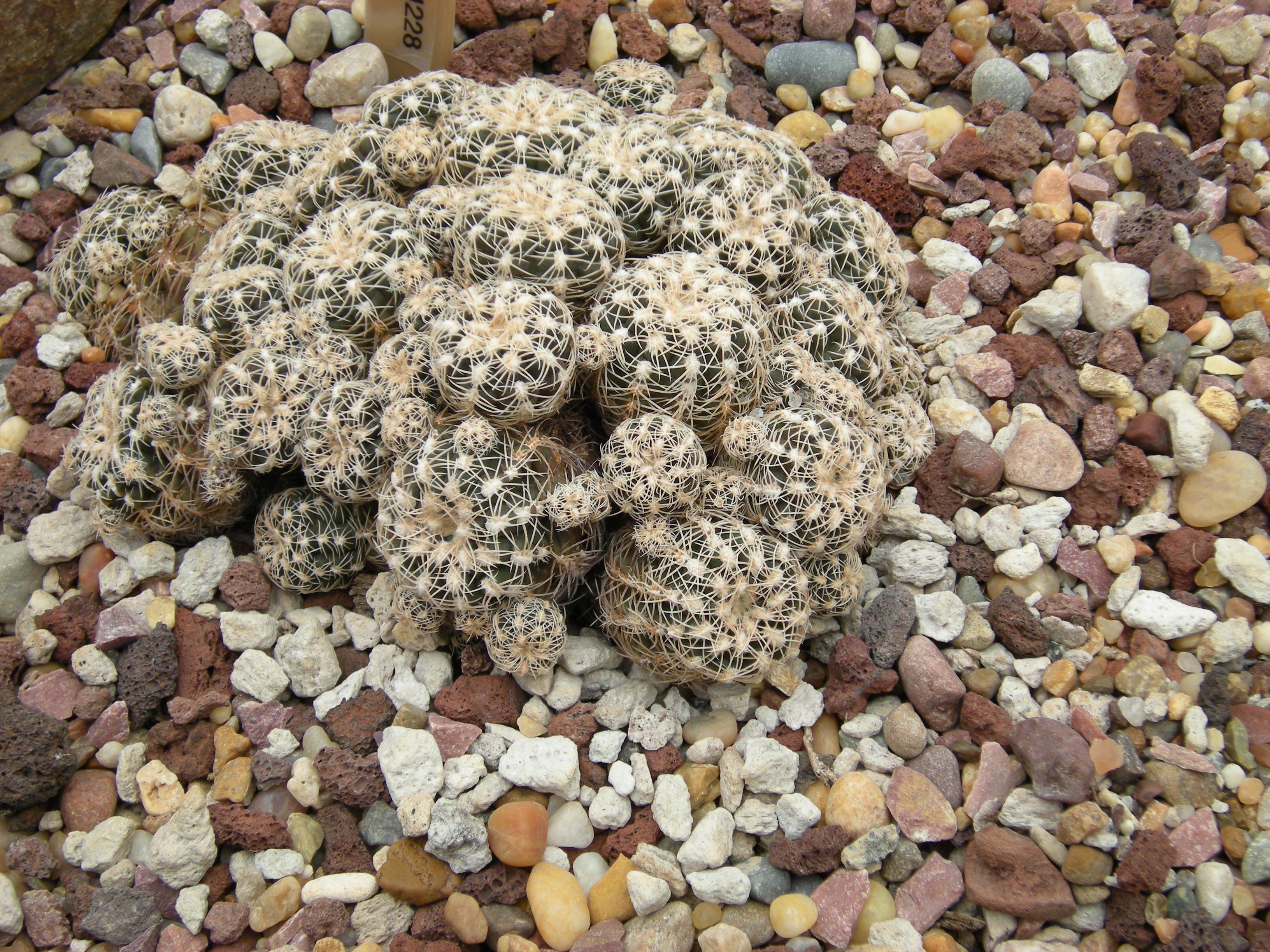
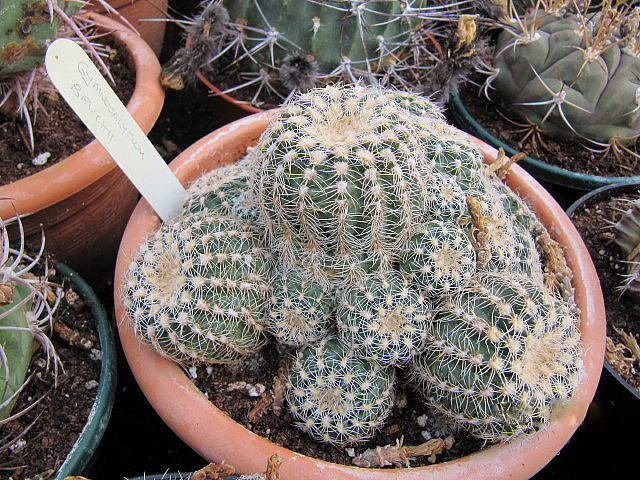
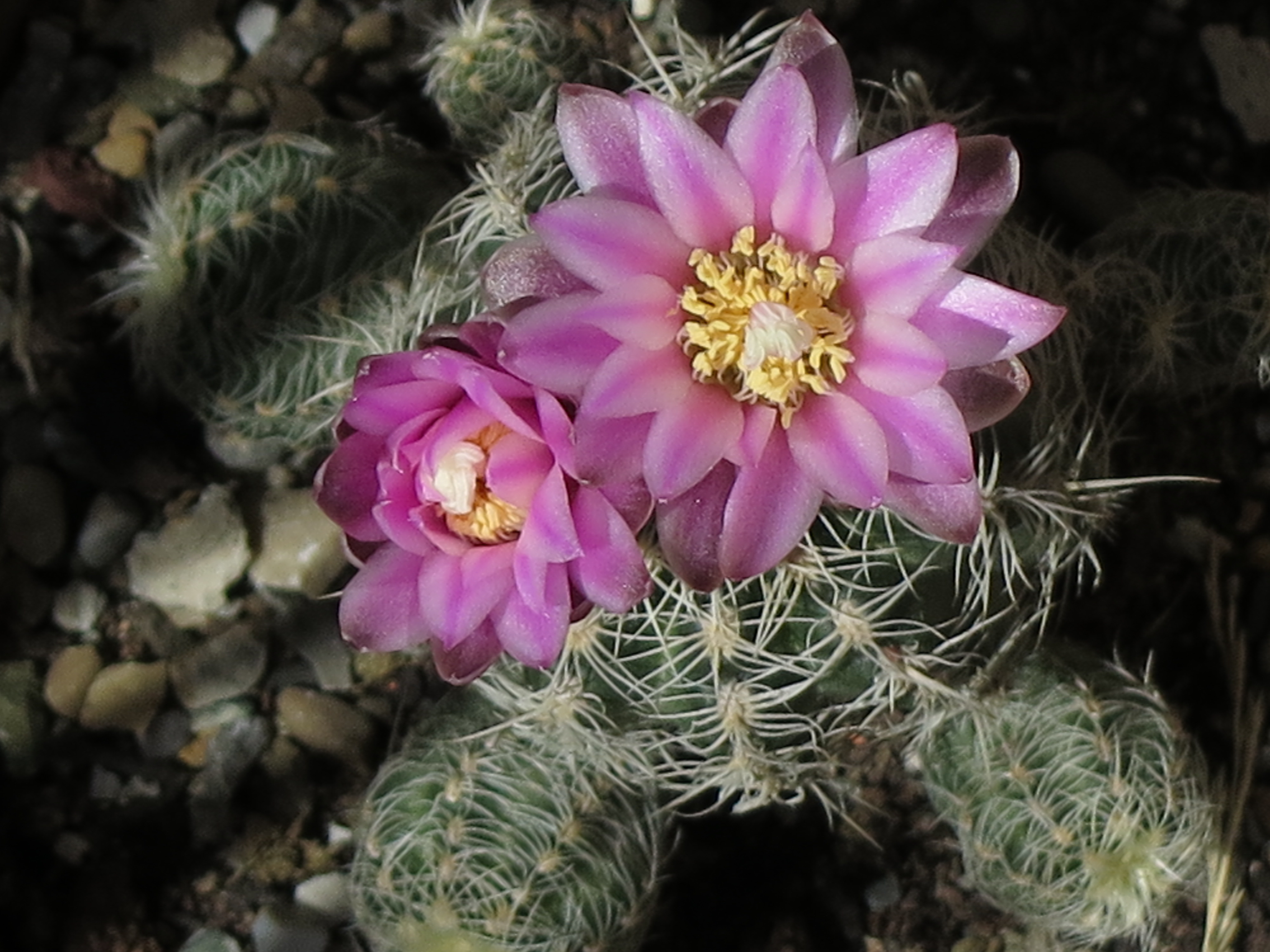